# Myślibórz Mały
Myślibórz Mały (do 1945 niem. Klein Mützelburg) – wieś w Polsce położona w województwie zachodniopomorskim, w powiecie polickim, w gminie Nowe Warpno, w sołectwie Brzózki, położona w Puszczy Wkrzańskiej na północ od Jeziora Myśliborskiego Wielkiego nad rzeką Myśliborką, blisko granicy polsko-niemieckiej, obecnie 4 mieszkańców (dwa domy mieszkalne).

## Historia

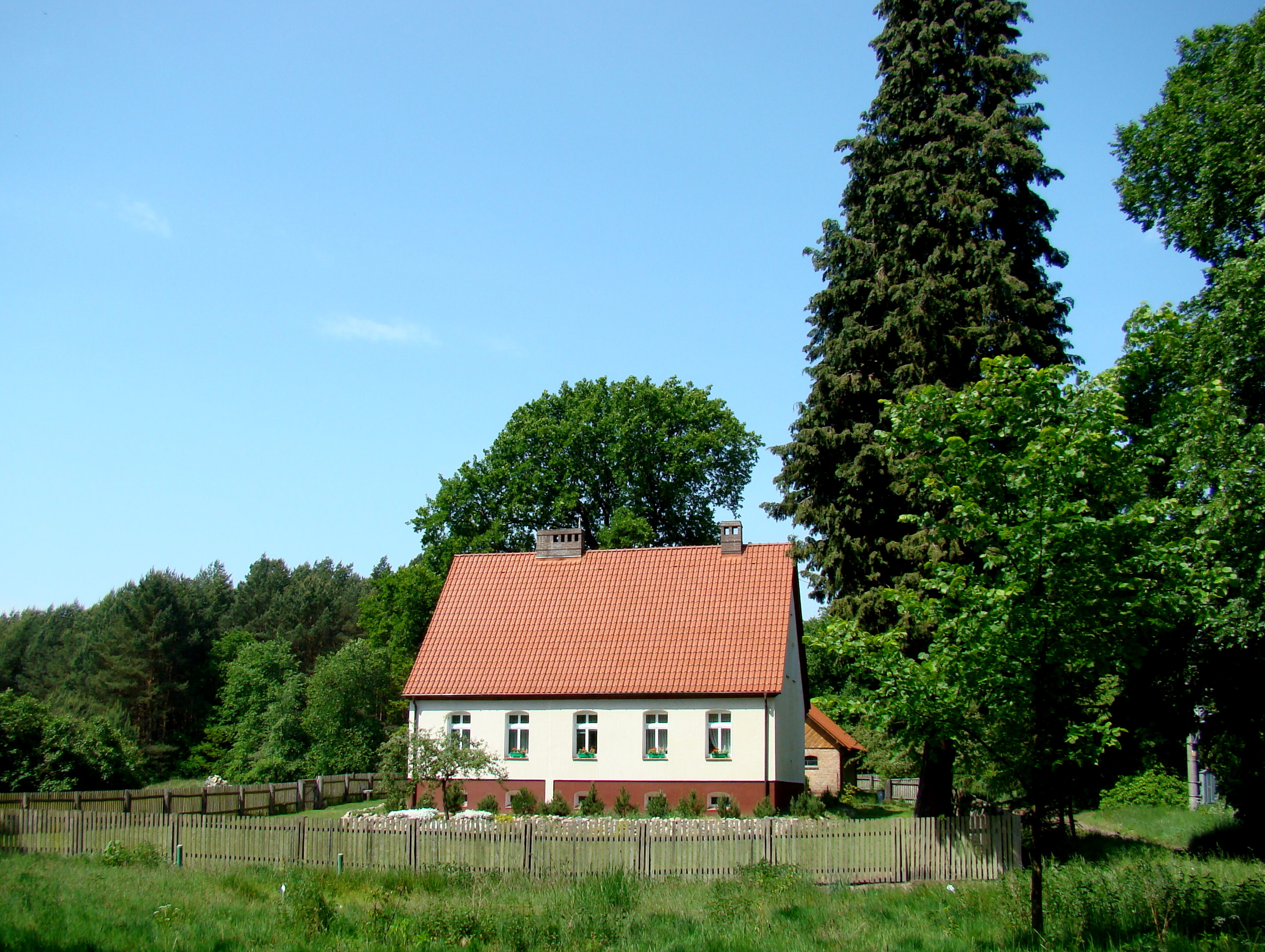
Myślibórz Mały

Początki osady sięgają roku 1769 powstała tu kolonia osadnicza. Dużą role w życiu mieszkańców odgrywało leśnictwo i rolnictwo. Wieś do 1939 roku zamieszkiwało 88 os.
W czasie II wojny światowej wieś nie zniszczona, 27 kwietnia 1945 r. do opustoszałej wsi wkroczyły wojska radzieckie (2 Front Białoruski - 2 Armia Uderzeniowa) a administracja polska przejęła ją 4 października 1945 r. z czasem przybyli też pierwsi polscy osadnicy.